# Bernardino Daza
Bernardino Daza Chacón o Bernardino Daza "Pinciano" (Valladolid, desembre de 1528 - d. de 1584) va ser un jurista i traductor castellà de la segona meitat del segle xvi, germà del famós cirurgià Dionisio Daza Chacón.

## Obres principals
Mentre estava a França va llegir una còpia dels 'Emblematum libellus' d'Andrea Alciato, jurista com ell i corregida pel mateix autor i, empès per alguns amics (i sobretot per l'impressor Bonhomme), va decidir emprendre la seva traducció per no oblidar la seva llengua nativa i "per a aquells espanyols que, no entenent la llengua llatina, anessin de coses pelegrines cobdiciosos", segons escriu en la dedicatòria a Juan Vázquez de Molina.
Portava per títol Los emblemas de Alciato traducidos en rhimas españolas. Añadidos de figuras y de nuevos emblemas en la tercera parte de la obra...  (Lió, Mathia Bonhomme, 1549). La traducció va ser la primera en castellà de l'obra i no va ser literal, perquè va utilitzar una gran varietat d'estrofes d'art major: octaves, sonets, tercets; no era rimador destre, per la qual cosa la seva traducció ranquejava i sovint és difícil d'entendre. Quant als detalls físics de l'edició, va haver-hi dues emissions amb portades diferents.
Daza ja havia comentat els Emblemas en llatí, així que l'obra no li era desconeguda, però la seva traducció va ser bastant tardana comparada amb les primeres traduccions d'altres llengües i és formalment apressurada. No obstant això va aconseguir un cert èxit i va haver-hi exemplars distribuïts a les biblioteques dels humanistes Vincencio Juan de Lastanosa i Juan de Mal Lara o Malara.
Del seu erasmisme dona fe que la seva primera obra coneguda, la Querimoniae iurisprudentiae (Tolosa de Llenguadoc, 1551) sigui una imitació de la Querimoniae pacis d'Erasme (1517), però en defensa del mos gallicus. Enrique Fernández Rivera li atribueix l'autoria del manuscrit 17631 de la Biblioteca Nacional, titulat Celestina comentada, el comentari extens més antic que es coneix i del que hi ha edició moderna.